# Satellite FC
Der Satellite Football Club de Guinée, auch bekannt als Satellite FC, ist ein 2000 gegründeter guineischer Fußballverein aus Conakry.

## Erfolge
- Guineischer Meister: 2002, 2005
- Guineischer Pokalsieger: 2006, 2008
- Guineischer Supercup-Sieger: 2008
- Tournoi Ruski Alumini: 2001, 2004, 2006

## Stadion
Seine Heimspiele trägt der Verein im Stade du 28 Septembre in Conakry aus. Das Stadion hat ein Fassungsvermögen von 25.000 Personen.

## Trainer
| Trainer       | Nation  | von             | bis           |
| ------------- | ------- | --------------- | ------------- |
| Tom Saintfiet | Belgien | 1. Februar 2002 | 30. Juni 2002 |